# The Monster of Peladon
A The Monster of Peladon a Doctor Who sorozat hetvenharmadik része, amit 1974. március 23.-a és április 27.-e között vetítettek hat epizódban. Az epizód folytatása a The Curse of Peladon résznek (a két Paledonos rész között 50 év telt el).

## Történet
A Doktor ismét a Peladon bolygóra érkezik, hogy régi barátját, a királyt meglátogassa. Azonban 50 évvel később érkezik, mint akarta, a király helyett már lánya, Thalira királynő uralkodik. A helyzet éppen forró: a bányászok nem akarják a Föderáció új technológiáját használni, mert emiatt megharagudott rájuk egy istenük, Aggedor szelleme. A Föderációnak azonban a Galaxis 5 elleni háború miatt mind több triszilikátra van szüksége. A Doktor és Sarah szokás szerint a rossz helyre, rossz időben érkeznek és az ellenség kémjeinek nézik őket...

## Epizódok listája
| Epizód sorszáma | Bemutató napja    | Hossza | Nézők száma (millió) | Formátum             |
| --------------- | ----------------- | ------ | -------------------- | -------------------- |
| 1               | 1974. március 23. | 24:59  | 9,2                  | Pal 2-s videókazetta |
| 2               | 1974. március 30. | 23:26  | 6,8                  | Pal 2-s videókazetta |
| 3               | 1974. április 6.  | 24:47  | 7,4                  | Pal 2-s videókazetta |
| 4               | 1974. április 13. | 24:50  | 7,2                  | Pal 2-s videókazetta |
| 5               | 1974. április 20. | 23:56  | 7,5                  | Pal 2-s videókazetta |
| 6               | 1974. április 27. | 23:48  | 8,1                  | Pal 2-s videókazetta |

## Könyvkiadás
A könyvváltozatát 1980. december 4.-n adta ki a Target könyvkiadó.

## Otthoni kiadás
- VHS-n 1995. december 27.-n adták ki.
- DVD-n 2010 január 18.-n adták ki a Paledon Tales dobozban a The Curse of Peladon résszel együtt.

### Fordítás
- Ez a szócikk részben vagy egészben  a   The Monster of Peladon című angol Wikipédia-szócikk fordításán alapul.  Az eredeti cikk szerkesztőit annak laptörténete sorolja fel. Ez a jelzés csupán a megfogalmazás eredetét és a szerzői jogokat jelzi, nem szolgál a cikkben szereplő információk forrásmegjelöléseként.